# Arnold Zweig

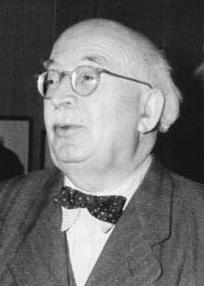
Arnold Zweig, 1955

Arnold Zweig (* 10. November 1887 in Glogau, Provinz Schlesien; † 26. November 1968 in Ost-Berlin) war ein deutscher Schriftsteller.

## Leben

### Bis zum Ende des Ersten Weltkriegs
Arnold Zweig war Sohn eines jüdischen, in der zionistischen Bewegung aktiven Sattlers. Er ist nicht verwandt mit Stefan Zweig. Nach dem Besuch der Oberrealschule zu Kattowitz nahm er 1907 das Studium der Germanistik, Philosophie, Psychologie, Kunstgeschichte und Nationalökonomie an der Universität Breslau auf. Später wechselte er an die Universitäten München, Berlin, Göttingen, Rostock und Tübingen. Während jener Zeit wurde er vom Neokantianismus und von Nietzsches Philosophie beeinflusst.
Sein literarisches Debüt war 1912 der Band Novellen um Claudia. 1915 erhielt er für die Tragödie Ritualmord in Ungarn den Kleist-Preis. 1915 wurde Zweig zum Militärdienst eingezogen. War er zuvor deutlich preußisch-national gesinnt, wandelte er sich unter dem Eindruck des Ersten Weltkriegs, wo er unter anderem in Serbien, Belgien und bei Verdun eingesetzt wurde, zum Pazifisten. Ab 1917 war Zweig Mitarbeiter der Presseabteilung des Oberbefehlshabers Ost, wo er für die Zensur zuständig war. Dort kam der säkulare Jude Zweig in Kontakt mit dem Ostjudentum, das bei ihm einen bleibenden Eindruck hinterließ.
1916 heiratete Zweig seine Cousine, die Malerin Beatrice Zweig. Aus der Ehe gingen der spätere Schweizer Psychiater Adam (1924–2021) und Michael hervor.

### Während der Weimarer Republik
Nach dem Ersten Weltkrieg ließ sich Zweig als freier Schriftsteller am Starnberger See nieder. Es entwickelte sich eine Freundschaft mit Lion Feuchtwanger und Sigmund Freud, dem er den Roman Einsetzung eines Königs widmete. In Essays, Theaterstücken und Kurzprosa gestaltete Zweig seine Kriegserlebnisse und seine Auseinandersetzung mit dem Judentum. Zweig bekannte sich nun zu einem humanistisch geprägten Sozialismus.
Für rechtsextreme und antisemitische Parteien wurde Zweig zum Feindbild. Als er 1923 an seinem Wohnort Starnberg Drohbriefe erhielt, zog die Familie nach Berlin. Dort arbeitete Zweig als Redakteur für die Jüdische Rundschau. Der Kontakt zu Martin Buber, der bereits während des Krieges begonnen hatte, führte Zweig in die Nähe des Zionismus, dem er in den folgenden Jahren eng verbunden blieb. An der Gründung der „Jüdisches Künstlertheater AG“ am 15. Februar 1923 beteiligte sich Arnold Zweig als Aktionär.
1927 erschien Zweigs bekanntestes Werk, der Roman Der Streit um den Sergeanten Grischa. Das Buch behandelt einen militärischen Justizmord gegen Ende des Ersten Weltkriegs. Der Roman, stilistisch zwischen Expressionismus und Neuer Sachlichkeit, gestaltet den Zusammenprall zwischen säkularisiertem Judentum und ostjüdischer Frömmigkeit, zwischen aufgeklärter preußischer Tradition und wilhelminischem Kadavergehorsam – vor dem Hintergrund des Zusammenbruchs des Deutschen Kaiserreichs. Der Roman gehört zu dem Zyklus Der große Krieg der weißen Männer über den Ersten Weltkrieg, dessen weitere Teile Junge Frau von 1914 (1931), Erziehung vor Verdun (1935), Einsetzung eines Königs (1937), Die Feuerpause (1954) und Die Zeit ist reif (1957) sind.

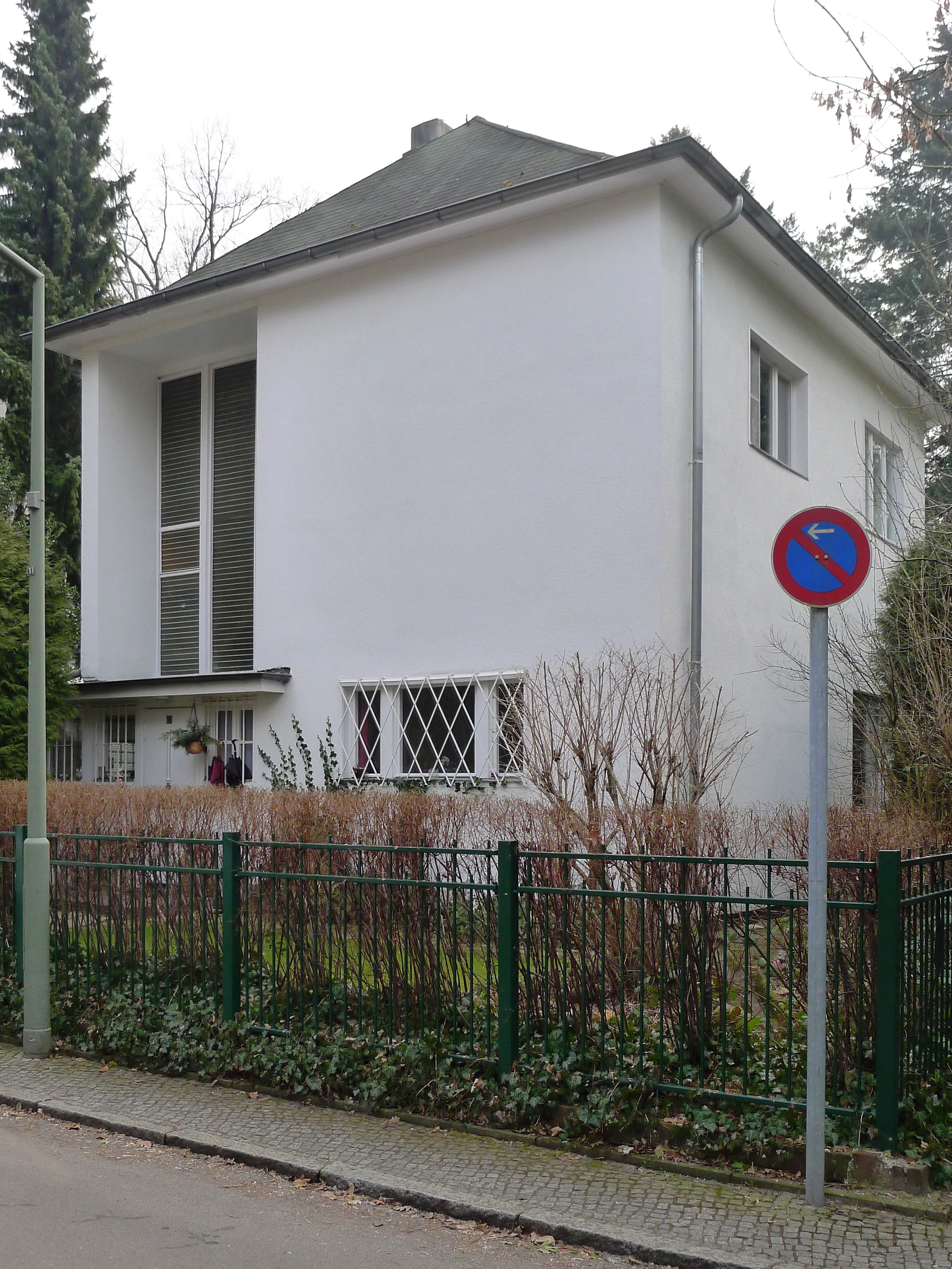
Rosenthal-Haus Kühler Weg 9

1930–1931 ließ sich Zweig nach Plänen des Architekten Harry Rosenthal ein Atelierhaus in der Siedlung Eichkamp in Berlin-Charlottenburg, Kühler Weg 9, bauen, das heute unter Denkmalschutz steht.

### Zeit im Exil
Nach der Übernahme der Macht durch die Nationalsozialisten 1933 wurden Zweigs Bücher Opfer öffentlicher Bücherverbrennungen.
Zweig emigrierte zuerst in die Tschechoslowakei, dann in die Schweiz und schließlich nach Sanary-sur-Mer (Frankreich). Seine zionistische Einstellung führte ihn von dort weiter ins Exil nach Palästina, wo er sich 1934 in Haifa niederließ.
1936 wurde er aus Deutschland ausgebürgert, und sein Vermögen wurde beschlagnahmt.
In Haifa geriet er bald schon in Konflikt mit national-jüdischen Gruppen, die sowohl die deutsche als auch die jiddische Sprache ablehnten – während Zweig in der deutschsprachigen Zeitschrift Orient publizierte. Die Situation führte so weit, dass für eine „Hebräisierung“ eintretende, anti-arabische Nationalisten einen Bombenanschlag auf die Redaktion des Orient ausführten – was zur Einstellung der Zeitschrift zwang. Bereits 1932, vor der Flucht ins Exil, hatte Zweig in seinem Roman De Vriendt kehrt heim eine ähnliche Situation geschildert; wie ein in Palästina lebender holländischer Jude durch einen neu einwandernden zionistisch orientierten Juden aus Osteuropa nach einer diffamierenden, zionistischen Pressekampagne ermordet wird, weil ersterer sich auf der Grundlage orthodoxen Judentums für Verständigung mit der arabischen Bevölkerung einsetzte. Der Roman bezieht sich auf reale Ereignisse aus dem Jahr 1924, als die Hagana in Jerusalem Jacob Israël de Haan ermordete.
Abgeschnitten von seinem literarischen Umfeld wurde Zweigs Existenz in Palästina auch wirtschaftlich unhaltbar. Über die Verbindung mit Feuchtwanger und anderen Linksintellektuellen engagierte sich Zweig während des Exils verstärkt für den Sozialismus, publizierte in antifaschistischen Publikationen wie der Neuen Weltbühne und der Deutschen Volkszeitung und wurde Ehrenvorsitzender der Gruppe Komitee Freies Deutschland. 1947 erschien der Roman Das Beil von Wandsbek, in dem Zweig psychologisch dicht und historisch stimmig die Anpassung kleiner Leute an den Nationalsozialismus gestaltete.

### Leben in der DDR

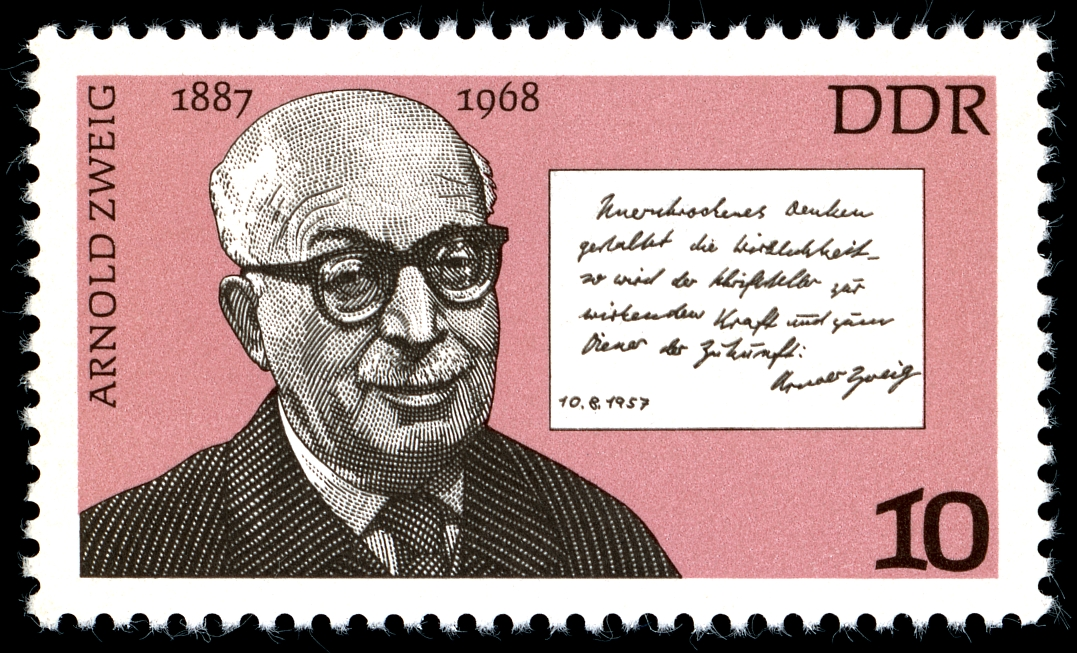
Arnold Zweig auf einer DDR-Briefmarke aus dem Jahr 1968

1948 kehrte Arnold Zweig aus dem Exil nach Ost-Berlin zurück. Als bekennender Sozialist wurde er in der Sowjetischen Besatzungszone und der späteren DDR geehrt. Zu seiner Anerkennung trug besonders bei, dass Georg Lukács sein Werk im Vergleich zur vermeintlich „dekadenten“ Moderne lobte und ihn in einen Traditionszusammenhang zu den Autoren des realistischen Romans des 19. Jahrhunderts stellte. Wegen seines Eintretens für den Sozialismus und die DDR fand Zweigs Werk für lange Jahre in der Bundesrepublik Deutschland kaum Anerkennung.

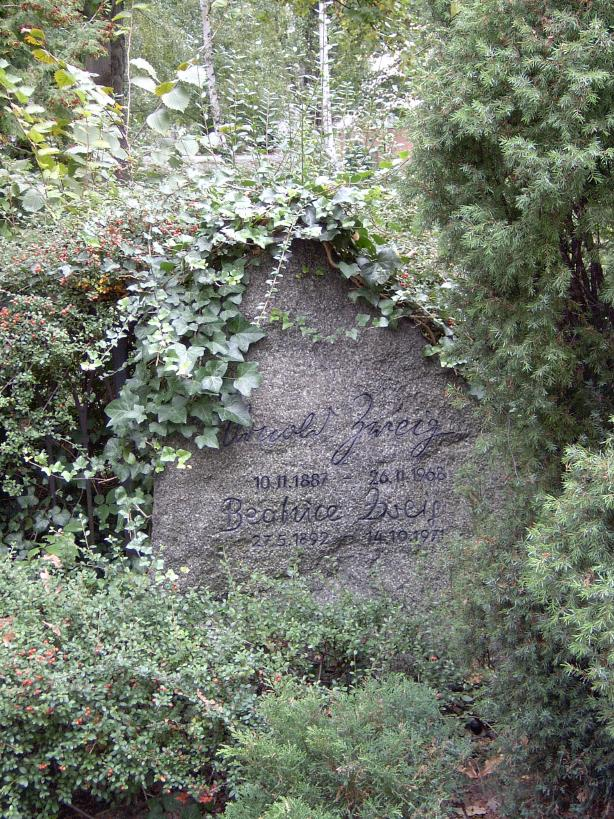
Ehrengrab von Arnold Zweig auf dem Dorotheenstädtischen Friedhof in Berlin-Mitte

1949 wurde Arnold Zweig Mitglied des Weltfriedensrates und trat in dieser Funktion als Redner bei Kongressen in Paris und Warschau auf. 1951 wurde unter der Regie von Falk Harnack sein Roman Das Beil von Wandsbek in den DEFA-Studios verfilmt. Von 1949 bis 1967 war er Abgeordneter der Volkskammer der DDR, und 1950 wurde ihm der Nationalpreis der DDR 1. Klasse verliehen. Von 1950 bis 1953 war Zweig Präsident der Deutschen Akademie der Künste der DDR, danach ihr Ehrenpräsident. 1952 erschien anlässlich seines 65. Geburtstages ein Sonderheft Arnold Zweig der von der Deutschen Akademie der Künste herausgegebenen Literaturzeitschrift Sinn und Form, mit Beiträgen u. a. von Lion Feuchtwanger, Alfred Döblin, Georg Lukács, Johannes R. Becher, Hans Mayer und eigenen Texten. 1952 erhielt er von der Universität Leipzig den Ehrendoktortitel. Zweig war Gründungsmitglied (1956) der Pirckheimer-Gesellschaft beim Kulturbund der DDR. 1957 wurde er zum Präsidenten des Deutschen P.E.N.-Zentrums Ost und West (ab 1967: „P.E.N.-Zentrum DDR“) ernannt.
In einem Beitrag über Zweigs Heimatutopie in der DDR konstatiert die Autorin Saskia Thieme, Zweig sei als Aushängeschild der DDR instrumentalisiert und in wichtige Positionen gebracht worden, habe sich aber zunehmend verweigert. Sein widersprüchliches Verhalten in der DDR habe mit dem lebenslangen Kampf zu tun gehabt, „zwei (...) Kräfte zu entfalten, das Deutsche nämlich und das Jüdische.“ (Vorwort zu Fahrt zum Acheron)
Im Laufe der sechziger Jahre zog sich Zweig, fast erblindet, aus gesundheitlichen Gründen aus der politischen und künstlerischen Öffentlichkeit zurück.
Arnold Zweig starb nach langer, schwerer Krankheit, kurz nach seinem 81. Geburtstag, am 26. November 1968 in Ost-Berlin. Auf der Trauerfeier, die am 2. Dezember 1968 im Deutschen Theater stattfand, sprachen Alexander Abusch, Boris Polewoi und Max Walter Schulz Worte des Gedenkens. Nach einem von vielen Menschen gesäumten Trauerzug fand auf dem Dorotheenstädtischen Friedhof an der Chausseestraße die Beisetzung statt, bei der Konrad Wolf als Präsident der Akademie der Künste der DDR die Grabrede hielt.
Joop Huisken porträtierte 1963 in dem DEFA-Dokumentarfilm Arnold Zweig sein Leben und Werk.

## Ehrungen

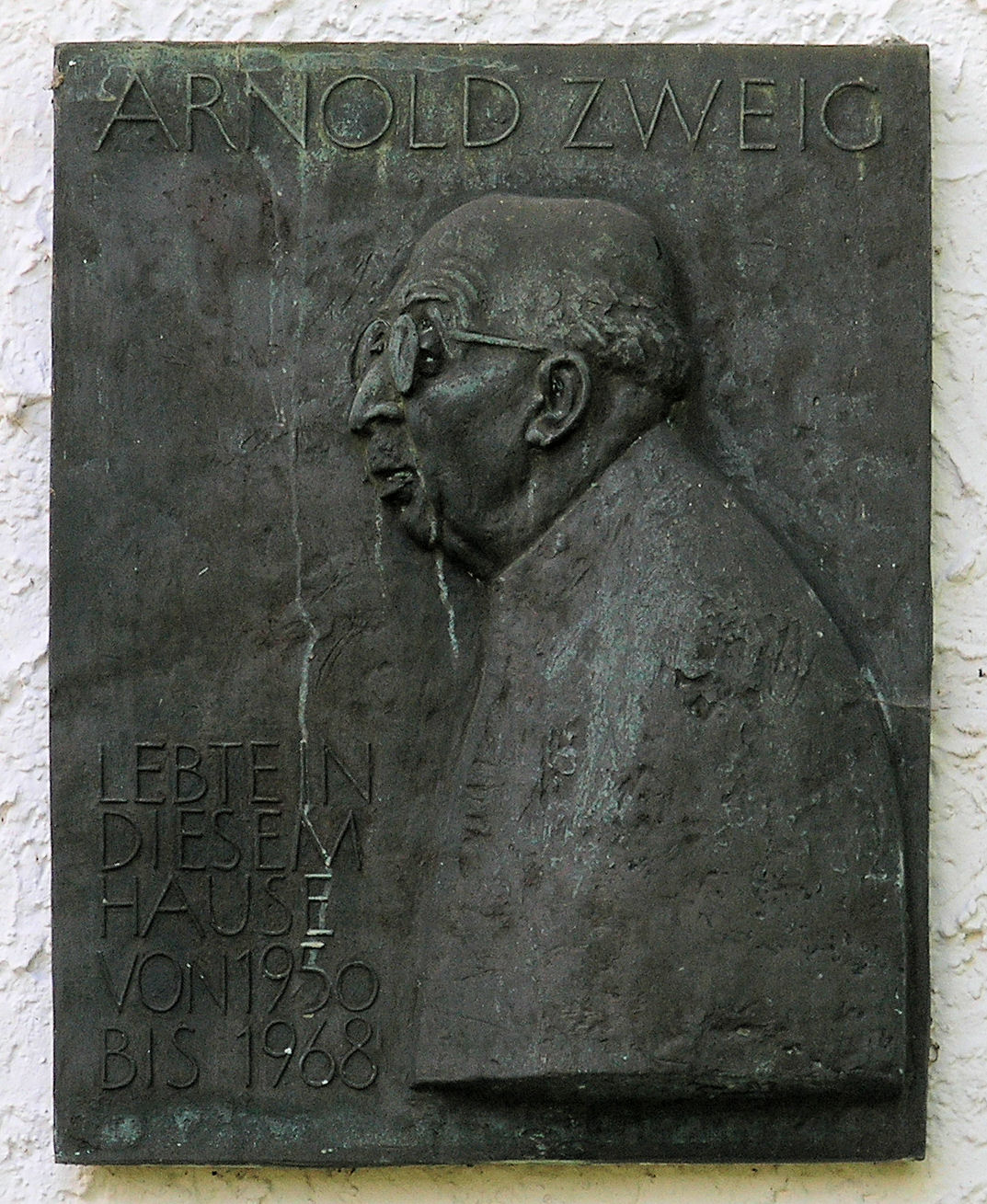
Gedenktafel am Haus Homeyerstraße 13 in Berlin-Niederschönhausen

Im Jahr 1968, kurz nach seinem Tod, ehrte die Post der DDR Arnold Zweig mit einer Sonderbriefmarke (siehe oben).
Am 10. November 1982 ließ die Akademie der Künste der DDR anlässlich seines 95. Geburtstages an Zweigs langjährigem Wohnhaus in Berlin-Niederschönhausen, Homeyerstraße 13, eine Gedenktafel anbringen. Das Relief mit einem Halbprofil von Zweig stammt vom Künstler Jo Jastram.

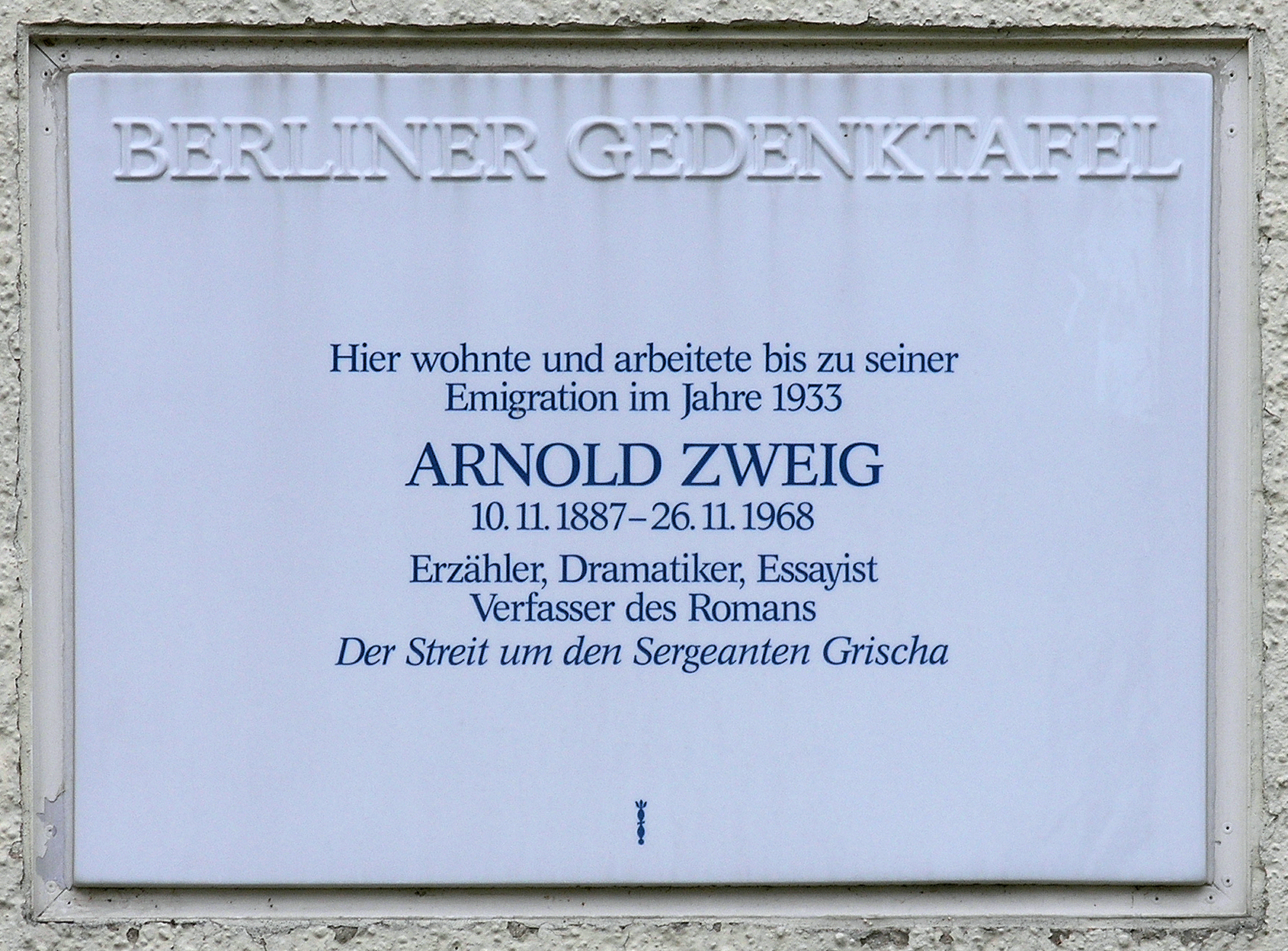
Gedenktafel am Haus Zikadenweg 59

In den 1990er-Jahren konnte an seinem früheren Wohnsitz in Berlin-Westend (Zikadenweg 59) eine vom Berliner Senat gestiftete Berliner Gedenktafel enthüllt werden.
Auf Beschluss des Berliner Senats ist die letzte Ruhestätte von Arnold Zweig auf dem Dorotheenstädtischen Friedhof (Grablage: CM-1-56) seit 1999 als Ehrengrab des Landes Berlin gewidmet. Die Widmung wurde im Jahr 2021 um die übliche Frist von zwanzig Jahren verlängert.
Eine Straße und eine Grundschule im Berliner Ortsteil Pankow (Wollankstraße 131), tragen seinen Namen.
In Pasewalk ist die Regionale Schule nach ihm benannt.

## Darstellung Zweigs in der bildenden Kunst (Auswahl)
- Carin Kreuzberg: Porträt Arnold Zweig (Bronze-Büste; 1975)[16]
- Jenny Mucci-Wiegmann: Arnold Zweig (Porträtplastik, Gips, getönt)[17]
- Emil Stumpp: Arnold Zweig (Kreide-Lithographie, 1927)[18]
- Horst Zickelbein: Arnold Zweig (Lithografie, 26,5 × 27 cm, 1987)[19]

## Werke (Auswahl)
- Aufzeichnungen über eine Familie Klopfer. 1911. (7. Aufl. 1923, bearbeitete Neuausgabe 1949)
- Novellen um Claudia. 1912, ISBN 3-351-03401-6.
- Abigail und Nabal. 1912 (Tragödie, 4. Aufl. 1921).
- Ritualmord in Ungarn. (Tragödie) Hyperionverlag, Berlin 1914.[20]
- Quartettsatz von Schönberg. 1916. (Erzählung)
- Judenzählung vor Verdun. 1916.
- Geschichtenbuch. 1916.
- Die Sendung Semaels. 1920. (Umarbeitung von Ritualmord in Ungarn)
- Das ostjüdische Antlitz. 1920. (Mit Hermann Struck)
- Gerufene Schatten. 1923.
- Frühe Fährten. 1925.
- Lessing, Kleist, Büchner. 1925. (Essayband)
- Das neue Kanaan. 1925.
- Die Umkehr des Abtrünnigen. 1925.
- Der Regenbogen. 1926.
- Der Spiegel des grossen Kaisers. 1926.
- Caliban oder Politik und Leidenschaft: Versuch über die menschlichen Gruppenleidenschaften dargetan am Antisemitismus. 1926; Neuausgabe: Aufbau-Verlag, Berlin 2000, ISBN 3-351-03421-0.
- Gerufene Schatten. Berlin 1926
- Der Streit um den Sergeanten Grischa. 1927, ISBN 3-7466-5207-3.
- Pont und Anna. Kiepenheuer, Berlin 1928.
- Juden auf der deutschen Bühne. 1928. (20 Charakteristiken bedeutender Schauspieler)
- Junge Frau von 1914. 1931, ISBN 3-7466-5210-3.
- De Vriendt kehrt heim. 1932, ISBN 3-7466-5202-2.
- Knaben und Männer. 1932.
- Die Aufgabe des Judentums. 1933 (mit Lion Feuchtwanger).
- Bilanz der deutschen Judenheit. Ein Versuch. Querido, Amsterdam 1934; Neuaufl. Aufbau, Berlin 2000.
- Erziehung vor Verdun. 1935, ISBN 3-7466-5211-1.
- Einsetzung eines Königs. 1937, ISBN 3-351-03406-7.
- Versunkene Tage. 1938.
- Bonaparte in Jaffa. 1939.
- Das Beil von Wandsbek. Hebräisch 1943, dt. 1947, ISBN 3-7466-5209-X (siehe auch Altonaer Blutsonntag).
- Verklungene Tage. 1950.
- Die Feuerpause. 1954.
- Früchtekorb. 1956.
- Die Zeit ist reif. 1957.
- Fünf Romanzen. 1958. (Lyrik)
- Traum ist teuer. 1962. (Roman)
- Über Schriftsteller. 1967.

## Verfilmungen
- The Case of Sergeant Grischa, 1930, Regie: Herbert Brenon, (Film gilt als verschollen)
- Das Beil von Wandsbek (1951), Regie: Falk Harnack
- Das Beil von Wandsbek (1982), Regie: Horst Königstein und Heinrich Breloer
- Der Streit um den Sergeanten Grischa, 1968, Regie: Helmut Schiemann
- Junge Frau von 1914, 1970, Regie: Egon Günther
- Erziehung vor Verdun, 1973, Regie: Egon Günther

## Briefe, Hörbuch, Bibliographie
- Ernst L. Freud (Hrsg.): Briefwechsel Sigmund Freud – Arnold Zweig. Fischer Taschenbuch 5629, Frankfurt am Main 1984 (Erstausgabe 1968), ISBN 3-596-25629-1.
- Arnold Zweig, Beatrice Zweig, Helene Weyl: Komm her, wir lieben dich. Briefe einer ungewöhnlichen Freundschaft zu dritt. Hrsg.: Ilse Lange. Aufbau-Verlag, Berlin 1996, ISBN 3-351-03439-3.
- Der Streit um den Sergeanten Grischa. Lesung mit Wolfram Berger. 9h, 27 min, MDR FIGARO 2014 / Der Audio Verlag 2015, ISBN 978-3-86231-634-2.
- Maritta Rost: Bibliographie Arnold Zweig. 2 Bde. Aufbau Verl. Berlin/Weimar 1987.